# Rudolf Nuréyev
Rudolf Xämät ulı Nuriev (cercano a Irkutsk, 17 de marzo de 1938- Levallois-Perret, 6 de enero de 1993), también conocido como Rudolf Nuréyev fue un bailarín clásico nacido en la Unión Soviética, considerado por muchos críticos como uno de los mejores bailarines del siglo XX.
Nureyev nació en un tren Transiberiano cerca de Irkutsk, Siberia, Unión Soviética, en el seno de una familia tártara. Comenzó su carrera en la compañía que en la época soviética se llamaba Ballet Kírov (ahora llamada por su nombre original, Ballet Mariinski) en Leningrado. Desertó de la Unión Soviética a Occidente en 1961, a pesar de los esfuerzos del KGB por detenerlo. Esta fue la primera deserción de un artista soviético durante la Guerra Fría, y creó una sensación internacional. Posteriormente bailó en el Royal Ballet de Londres y, de 1983 a 1989, fue director del Ballet de la Ópera de París. Nuréyev también fue coreógrafo y trabajó como coreógrafo-jefe del Ballet de la Ópera de París. Realizó sus propias interpretaciones de numerosas obras clásicas, entre ellas El lago de los cisnes, Giselle y La Bayadère.

## Carrera
Nació en un tren cerca de Irkutsk, mientras su madre realizaba un viaje desde Siberia a Vladivostok, su padre Hamet Nuréyev, era comisario del Ejército Rojo de origen tártaro y baskir. Creció en un pueblo cerca de Ufá, en la República de Bashkortostán de la Unión Soviética. De niño fue alentado a bailar danzas folclóricas baskires, siendo un bailarín precozmente destacado.

### Educación en la Academia Vagánova
Cuando su madre llevó a Nuréyev y a sus hermanas a una representación del ballet El canto de las grullas, se enamoró de la danza. De niño, lo animaron a bailar en espectáculos folclóricos de Bashkir y su precocidad pronto llamó la atención de los profesores, que le animaron a formarse en Leningrado (actual San Petersburgo). Durante una gira por Moscú con una compañía de ballet local, Nuréyev se presentó a una audición para la compañía de ballet del Bolshói y fue aceptado. Sin embargo, consideró que la escuela del Ballet Mariinski era la mejor, por lo que abandonó la compañía local de gira y compró un billete para Leningrado.
Debido a la interrupción de la vida cultural soviética causada por la Segunda Guerra Mundial, Nuréyev no pudo comenzar sus estudios en una buena escuela de ballet hasta 1955, a la edad de 17 años, cuando fue aceptado en la Academia Vagánova de Ballet, dependiente del Ballet Kírov en Leningrado. Aquí fue discípulo del célebre maestro de ballet Aleksandr Pushkin, quien se interesó por él profesionalmente y permitió que Nuréyev viviera con él y su esposa. A pesar de su comienzo tardío, fue pronto reconocido como el bailarín con más talento que la escuela hubiera visto en muchos años.[cita requerida]

### Principal en el Ballet Kírov
Tras su graduación en 1958, Nuréyev se incorporó al Ballet Kírov (actual Ballet Mariinski). Inmediatamente superó el nivel del cuerpo de baile y desde el principio se le asignaron papeles solistas como bailarín principal.
Al cabo de dos años Nuréyev ya era uno de los bailarines soviéticos más conocidos, en un país donde el ballet era venerado y donde se convertía a los bailarines en héroes nacionales. Poco después ya gozaba del privilegio excepcional de poder viajar fuera de la Unión Soviética, como cuando bailó en Viena en el Festival Internacional de la Juventud. Nuréyev se asoció regularmente con Natalia Dudínskaya, la bailarina principal de la compañía y esposa del bailarín y director Konstantín Serguéiev, que era 26 años mayor que él, lo eligió por primera vez como su compañero en el ballet Laurencia.
En poco tiempo, Nuréyev se convirtió en uno de los bailarines más conocidos de la Unión Soviética. De 1958 a 1961, en sus tres años con el Kírov, bailó 15 papeles, normalmente frente a su compañera, Ninel Kurgápkina, con la que hacía muy buena pareja, a pesar de que ella era casi una década mayor que él. Nuréyev y Kurgápkina fueron invitados a bailar en una reunión en la dacha de Jruschov, y en 1959 se les permitió viajar fuera de la Unión Soviética, bailando en Viena en el Festival Internacional de la Juventud. Poco después, el Ministerio de Cultura le comunicó que no se le permitiría volver a salir al extranjero. En un incidente memorable, Nuréyev interrumpió una representación de Don Quijote durante 40 minutos, insistiendo en bailar con mallas y no con los pantalones habituales. Al final cedió, pero su código de vestimenta preferido se adoptó en representaciones posteriores.

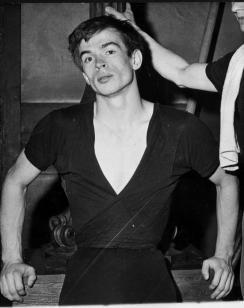
Nuréyev en 1961.

### Deserción en el aeropuerto de París
A finales de la década de 1950, Nuréyev se había convertido en una sensación en la Unión Soviética.
Sin embargo, cuando el Ballet Kírov se disponía a realizar una gira por París y Londres, el carácter rebelde y la actitud inconformista de Nuréyev lo convirtieron en un candidato poco probable para el viaje, que el gobierno soviético consideraba crucial para sus ambiciones de demostrar su "supremacía cultural" sobre Occidente. Además, crecían las tensiones entre Nuréyev y el director artístico del Kírov, Konstantín Serguéiev, que también era el marido de la antigua pareja de baile de Nuréyev, Natalia Dudínskaya. Después de que un representante de los organizadores de la gira francesa viera bailar a Nuréyev en Leningrado en 1960, los organizadores franceses instaron a las autoridades soviéticas a que le dejaran bailar en París, y se le permitió ir.
En París, sus actuaciones electrizaron al público y a la crítica. Oliver Merlin en Le Monde escribió:
Nunca olvidaré su llegada corriendo por la parte trasera del escenario, y su forma felina de sostenerse frente a la rampa. Llevaba una faja blanca sobre un traje ultramarino, tenía grandes ojos desorbitados y mejillas hundidas bajo un turbante rematado con un rocío de plumas, muslos abultados, mallas inmaculadas. Esto ya era Nizhinski en El pájaro de fuego.
Se vio que Nuréyev incumplía las normas sobre mezclarse con extranjeros y supuestamente frecuentaba bares gay en París, lo que alarmó a la dirección del Kírov y a los agentes del KGB que lo observaban. El KGB quería enviarlo de vuelta a la Unión Soviética. El 16 de junio de 1961, cuando la compañía del Kírov se reunió en el aeropuerto de Le Bourget de París para volar a Londres, Serguéiev se llevó a Nuréyev aparte y le dijo que debía regresar a Moscú para una actuación especial en el Kremlin, en lugar de ir a Londres con el resto de la compañía. Nuréyev sospechó y se negó.
A continuación le dijeron que su madre había caído gravemente enferma y que tenía que volver a casa inmediatamente para verla. Nuréyev se negó de nuevo, creyendo que si volvía a la URSS era probable que lo encarcelaran. Con la ayuda de la policía francesa y de una amiga de la alta sociedad parisina, Clara Saint, que se había prometido con Vincent Malraux, hijo del ministro de Cultura francés, André Malraux, Nuréyev escapó de sus perseguidores del KGB y el 17 de junio pidió asilo. Serguéiev y el KGB intentaron disuadirlo, pero él prefirió quedarse en París.
Una semana más tarde, Nuréyev ya había sido contratado por el Grand Ballet du Marquis de Cuevas y se encontraba actuando en La bella durmiente con Nina Vyroubova. Nuréyev se convirtió en una celebridad instantáneamente en Occidente. Su dramática deserción y su talento excepcional lo convirtieron en una estrella internacional. Esto le dio el poder de decidir dónde y con quién bailar.[cita requerida]Durante una gira en Dinamarca conoció a Erik Bruhn, con el mantuvo una relación sentimental abierta.

### Margot Fonteyn
Al mismo tiempo, Nuréyev conoció a Margot Fonteyn, la principal bailarina británica de su época, con la que tuvo una relación profesional y amistosa. Ella lo introdujo en el Royal Ballet de Londres, que se convertiría en su base de operaciones durante el resto de su carrera artística.
Nuréyev fue inmediatamente solicitado por cineastas, y en 1962 hizo su debut cinematográfico en una versión de Las Sílfides. En 1976, representó a Rodolfo Valentino en la película de Ken Russell, pero Nuréyev no tenía ni el talento ni el temperamento para dedicarse al cine. Comenzó con danza moderna en el ballet nacional de los Países Bajos en 1968 y en 1972, Robert Helpmann lo invitó a una gira por Australia con su propia producción de Don Quijote, haciendo allí su debut como director.
Durante la década de los 70, Nuréyev hizo aparición en varios largometrajes y viajó por los Estados Unidos en una reposición del musical de Broadway El rey y yo. Se considera que su aparición en el programa The Muppets Show, entonces en apuros, impulsó a que el programa se convirtiera en un éxito internacional. En 1983, fue nombrado director del Ballet de la Ópera de París, donde además de ejercer de director también continuó bailando. A pesar de su avanzada enfermedad hacia el final de su cargo, trabajó incansablemente produciendo algunas de las obras coreográficas más revolucionarias de su época.
El talento y encanto de Nuréyev hizo que fuera perdonado muchas veces, pero la fama no mejoró su temperamento. Era notablemente impulsivo, temperamental, poco fiable y grosero con quienes trabajaba. Entre quienes frecuentaba, se encuentran personajes tales como Jacqueline Kennedy Onassis y Andy Warhol. Al final de la década de los 70, ya pasados sus 40 años de edad, estos altibajos de carácter se acentuaron, probablemente al darse cuenta del declive de sus fuerzas físicas.

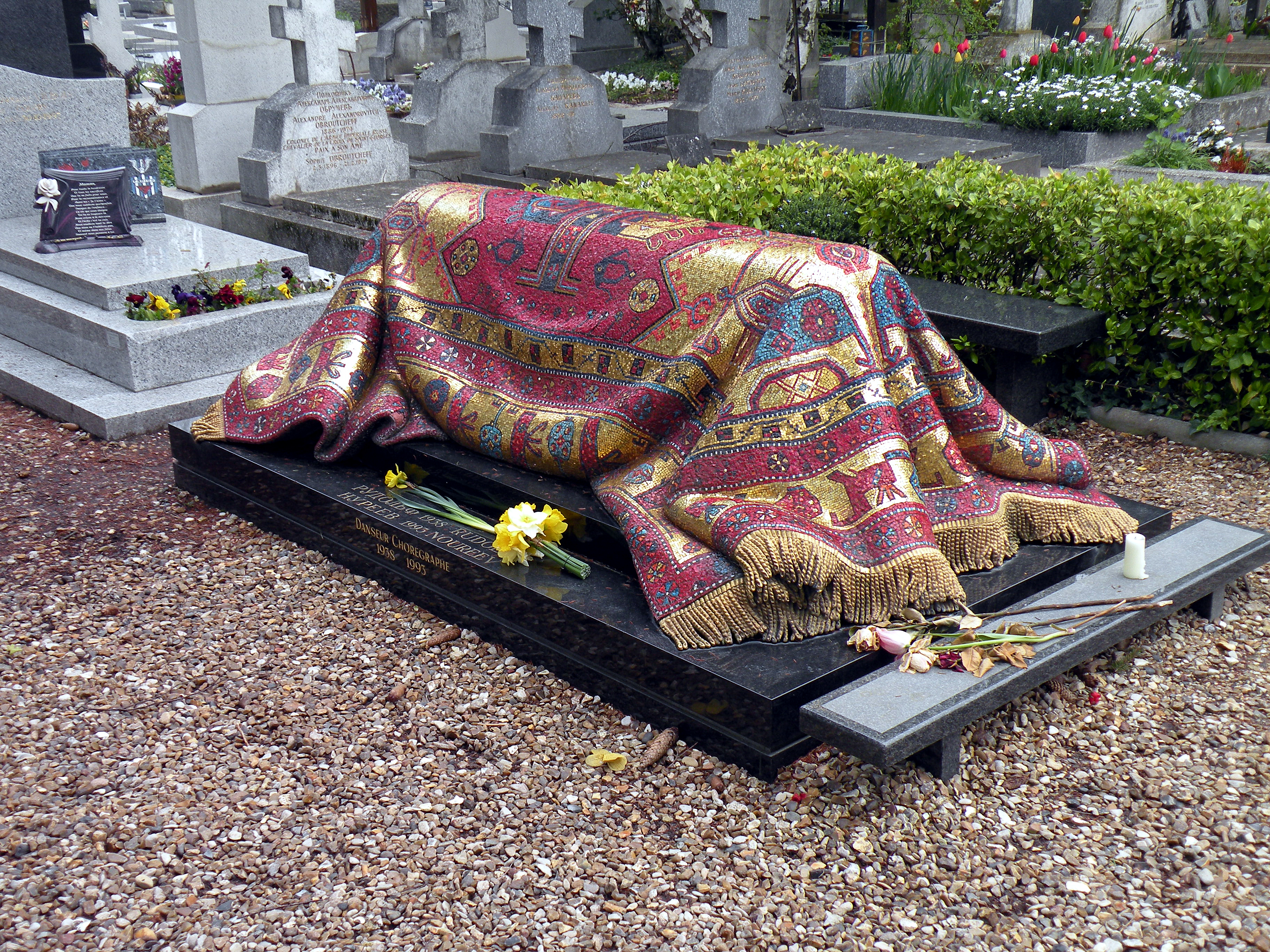
La tumba de Nuréyev en el cementerio de Sainte-Geneviève-des-Bois.

Cuando el sida apareció en Francia alrededor de 1982, Nuréyev, al igual que muchos otros homosexuales franceses, ignoró la gravedad de la enfermedad. Supuestamente contrajo el VIH durante el comienzo de los años 1980. Durante varios años simplemente negó que tuviese ningún problema con su salud. Cuando, alrededor de 1990, su enfermedad era evidente, lo achacó a otros problemas de salud y se negó a aceptar los tratamientos entonces disponibles.[cita requerida]
Finalmente debió aceptar el hecho de que estaba muriendo y continuó apareciendo públicamente a pesar de su empeoramiento físico. En su última aparición, en 1992 en el Palacio Garnier de París, Nuréyev recibió una emocionante ovación del público. El ministro francés de cultura, Jack Lang, le hizo entrega del mayor trofeo cultural de Francia, el de Caballero de la Orden de las Artes y Letras. Murió meses más tarde, a la edad de 54 años, en la ciudad de París.
Recibió sepultura días más tarde en el cementerio de Sainte-Geneviève-des-Bois, el día 13 de enero, a tan solo una veintena de metros de la tumba del coreógrafo Serge Lifar. En este camposanto hay un gran número de exiliados rusos enterrados por lo que se considera el "cementerio ruso en París". Estos dos bailarines y coreógrafos han sido los únicos artistas de la llamada escuela de ballet rusa en dirigir el ballet de la prestigiosa Ópera de París. La tumba fue diseñada por su amigo Ezio Frigerio. Es un mosaico que representa un kilim con gran realismo lo que lo convierte en una de las principales atracciones de este cementerio.